# La puerta del destino
La puerta del destino es la última novela que la escritora británica Agatha Christie escribió. Fue publicada en 1973. Es la última aventura de los detectives Tommy y Tuppence Beresford.

## Argumento
El matrimonio de los ya retirados y ancianos Tommy y Tuppence Beresford compra una antigua casa, en una pequeña ciudad costera de Inglaterra, y cuando las necesarias reformas están listas, deciden mudarse.
La compra de la casa incluía un ático lleno de viejos libros que Tuppence, amante de la lectura, decide organizar. Los libros le hacen recordar su pasado y ella, con mucho placer, relee algunos fragmentos de obras que siempre admiró. Al hacerlo, encuentra un mensaje compuesto por algunas palabras subrayadas con rojo en la página de un libro, “Marie Jordan no murió de muerte natural. Fue uno de nosotros”.
Tuppence comienza a investigar el pasado de la casa y de la ciudad, contando con la memoria de los ancianos en los asilos y de las señoras de avanzada edad. Es un trabajo arduo investigar sobre hechos que tuvieron lugar 50 años antes, pero Tuppence, con el apoyo de su marido Tommy, consigue descubrir quién era Marie Jordan, por qué fue asesinada y por quién.
Como no puede dejar de ser en una novela con Tommy y Tuppence, la solución del caso está relacionada con el espionaje.